# Banjarharjo (Kebakkramat)
Banjarharjo is een bestuurslaag in het regentschap Karanganyar van de provincie Midden-Java, Indonesië. Banjarharjo telt 3809 inwoners (volkstelling 2010).